# Epiphany (Staind)
Epiphany è un singolo promozionale del gruppo musicale statunitense Staind, pubblicato il 3 aprile 2002 come quinto e ultimo estratto dall'album Break the Cycle.

## Tracce
Singolo promozionale
1. Epiphany – 4:18

## Formazione
- Aaron Lewis - voce, chitarra ritmica
- Mike Mushok - chitarra solista
- Johnny April - basso
- Jon Wysocki - batteria

## Posizione in classifica
| Classifica (2002)               | Position |
| ------------------------------- | -------- |
| Billboard Mainstream Rock Songs | 22       |
| Billboard Modern Rock Tracks    | 28       |